# Doksany
Doksany (deutsch Doxan, älter auch Doxa, Dogsan) ist eine Gemeinde in Tschechien. Sie liegt zehn Kilometer südlich von Litoměřice an der Eger und gehört zum Okres Litoměřice.

## Geographie
Doksany  befindet rechtsseitig der Eger gegenüber von Brozany nad Ohří an einem Flussarm. Im Norden erhebt sich der 209 m hohe Hügel Skála. Südlich des Ortes verläuft die Trasse der Autobahn D8/Europastraße 55 mit der Abfahrt 35 „Doksany“. Durch Doksany führt die Staatsstraße 608 zwischen Budyně nad Ohří und Terezín.
Nachbarorte sind Dolánky nad Ohří und Skála im Norden, Rohatce im Osten, Nové Dvory im Südosten, Kliment und Hostěnice im Süden, Brozany nad Ohří im Westen sowie Brňany im Nordwesten.

## Geschichte

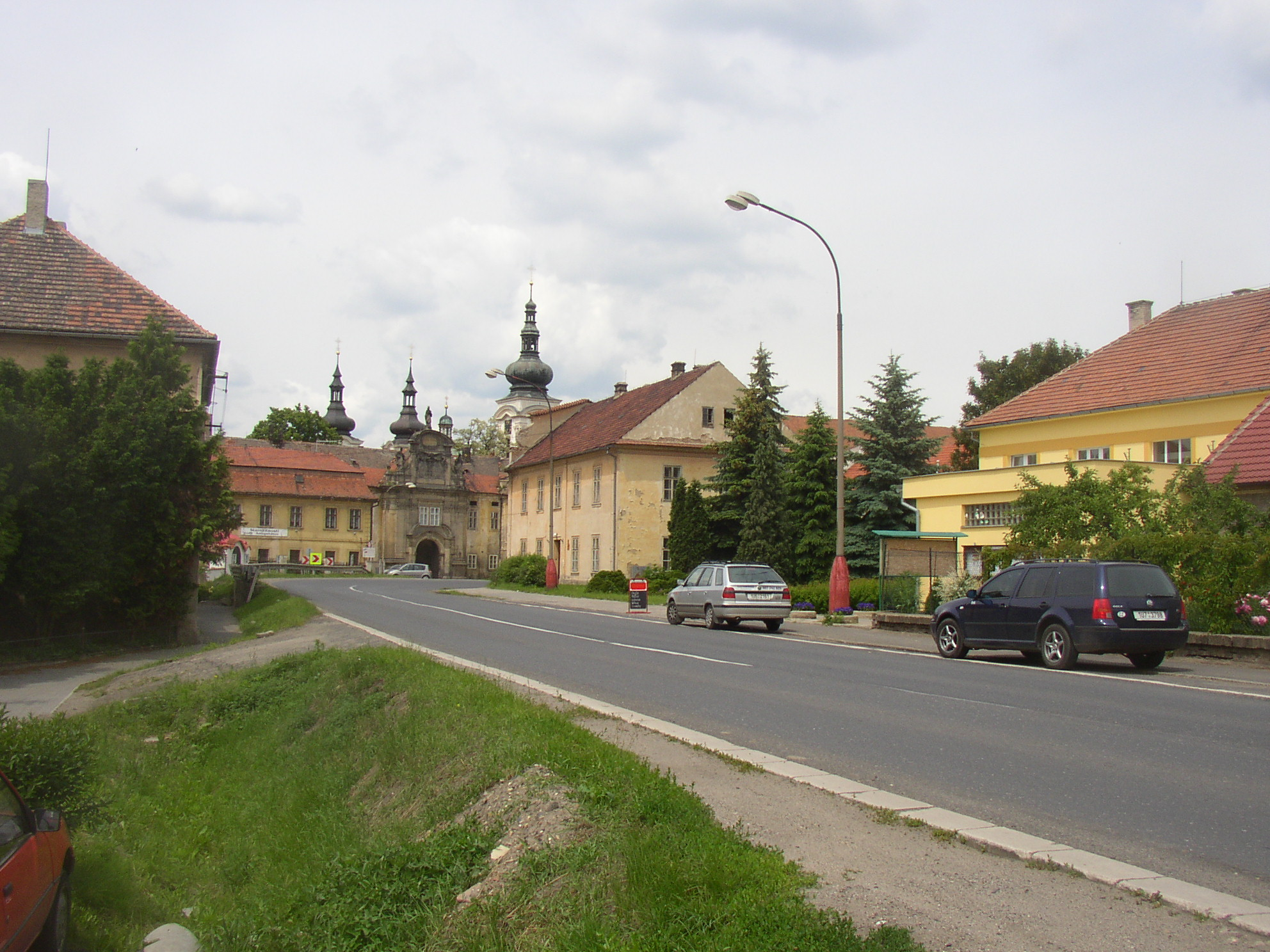
Alte Hauptstraße in der Ortsmitte

1144 stifteten Vladislav II. und seine Frau Gertrud von Babenberg das Prämonstratenser-Kloster Doksany. Um das Kloster entstanden Gehöfte und flussaufwärts auf der Insel des hl. Kliment lag an der Stelle der heutigen Einschicht Kliment das Dorf Mury, das dem Kloster untertänig war. 1220 verlieh Ottokar I. Přemysl Mury die Stadtrechte. Im Sommer 1421 wurde das Kloster von dem Priester und Heeresführer der Hussiten Jan Želivský während eines Feldzuges durch Nordböhmen niedergebrannt.
1432 wurde Mury durch eine Hochflut der Eger bis auf die Kirche und zwei Häuser weggerissen. Nach der Zerstörung errichteten deren Bewohner abseits des Flusses die neue Ansiedlung Nové Dvory.
1498 wurde die Stadt Doxan für 40.000 Mark in Silber nach Freibergischem Gewicht auf den meißnischen Markgrafen Wilhelm den Älteren übertragen. 1726 wurde die Klosterbrauerei gegründet.
Nach der Aufhebung des Klosters im Zuge der Josephinischen Reformen diente es ab 1782 zunächst als Spital und Kaserne. 1790 erwarb Fürstin Teresa Poniatowski den Besitz und ließ das Kloster zum Schloss Terespol umbauen. 1797 wurde der k.k. Oberst und Festungskommandant von Theresienstadt Jakob Wimmer Besitzer der Herrschaft Doxan, der den Umbau der Anlagen fortsetzte. 1804 verkaufte Wimmer das Schloss und den umgebenden Grundbesitz an Johann Anton Lexa von Aehrenthal. Der Enkel Alois Lexa von Aehrenthal versuchte 1888 das Schloss Terespol als Kloster Doksany wieder zu beleben und Prämonstratenserinnen anzusiedeln.
Nach dem Ende des Zweiten Weltkriegs  wurden die Freiherren Lexa   enteignet und deren Schloss und Grundbesitz dem Staatsgut in Roudnice nad Labem übereignet. 1946 wurde die Brauerei stillgelegt.  1998 wurde das Kloster wieder in  Trägerschaft der römisch-katholischen Kirche übergeben.

## Ortsgliederung
Für die Gemeinde Doksany sind keine Ortsteile ausgewiesen.

## Sehenswürdigkeiten
- Kloster Doksany